# Michael Horner
Michael G. D. Horner (ur. 27 marca 1928) – kenijski strzelec, olimpijczyk. 
Brał udział w Letnich Igrzyskach Olimpijskich 1964 (Tokio). Startował w jednej konkurencji, w której zajął 36. miejsce.

## Wyniki olimpijskie
| Igrzyska | Konkurencja            | Wynik                          | Miejsce | Źródło |
| -------- | ---------------------- | ------------------------------ | ------- | ------ |
| IO 1964  | Pistolet dowolny, 50 m | 524 punkty (90-87-94-87-84-82) | 36.     | [ 1 ]  |